# نیلی‌سهره گونه‌سرخ
نیلی‌سهره گونه‌سرخ (نام علمی: Uraeginthus bengalus) یک پرنده گنجشک‌سان کوچک از خانواده سهرگان ریز است. این سهره ریز یک پرنده ساکن در مناطق خشک‌تر استوایی جنوب صحرای آفریقا است. گستره جهانی وقوع نیلی‌سهره گونه‌سرخ ۷۷۰۰۰۰۰ کیلومتر مربع برآورده شده‌است.